# 349386 Randywright
349386 Randywright è un asteroide della fascia principale. Scoperto nel 2007, presenta un'orbita caratterizzata da un semiasse maggiore pari a 2,9132985 UA e da un'eccentricità di 0,1454698, inclinata di 13,34746° rispetto all'eclittica.